# Heike Monogatari (аніме)
Heike Monogatari (яп. 平家物語; досл. Повість про дім Тайра) — японський оригінальний мережевий анімаційний серіал, адаптований з перекладу Хідео Фурукави 2016 року на сучасну японську мову «Хейке моноґатарі», історичного епосу 13-го століття, що описує піднесення та падіння клану Тайра. Серіал був створений студією Science SARU та режисером Наоко Ямадою. Він транслювався з 16 вересня по 25 листопада 2021 року на сервісі Fuji TV (FOD), а також на Funimation. Згодом відбулася повторна телевізійна трансляція серіалу в програмному блоці +Ultra тієї ж мережі з 13 січня по 17 березня 2022 року.

## Сюжет
Дія відбувається під час війни Гемпей (1180–1185), руйнівного громадянського конфлікту, який розділив Японію, історія розповідається з точки зору Біви, молодої дівчини та мандрівного менестреля біва.
Після смерті свого сліпого батька Біва зустрічає Тайру но Шіґеморі, спадкоємця могутнього клану Тайра, який бореться за панування у війні. Шіґеморі також володіє надприродним зором: одним оком він бачить привидів загиблих на війні. Завдяки своїм здібностям він розуміє причетність свого клану до вбивства батька Біви, а коли Біва розповідає пророцтво про падіння клану Тайра, він вірить, що і вона має такі ж здібності. Добрий, розважливий і відповідальний Шіґеморі запрошує Біву жити з ним і його сім'єю, щоб вона стала товаришем і компаньйоном для його дітей, але сподівається, що її сила зможе запобігти занепаду клану Тайра. Біва погоджується жити з ними, але відмовляється використовувати свою силу, щоб допомогти клану, відповідальному за смерть її батька. Вона веде хроніку подій, що ведуть до злету і падіння клану Тайра.

## Персонажі
Біва (яп. びわ, Biwa)
Донька біва-хосі, якого вбивають агенти клану Тайра після того, як Біва ненавмисно ображає їх. Вона одягається як хлопчик і має одне зелене і одне каре око, що дозволяє їй бачити майбутнє. Її персонаж не з'являється в оригінальній епічній історії.
Тайра но Шіґеморі (яп. 平重盛, Taira no Shigemori)
Старший син Кійоморі, лідера клану Тайра. На відміну від свого батька, він розсудливий і відповідальний. Обіймає посади палацового міністра та лівого командира. Має чотирьох дітей: Кореморі, Сукеморі, Кійоцуне та Аріморі. Він має різнокольорові очі і може бачити духів померлих, але його зневажливо називають Володарем ліхтарів, тому що він тримає свій дім добре освітленим вночі.
Тайра но Токуко (яп. 平徳子, Taira no Tokuko)
Зведена сестра Шіґеморі. Подружка Біви. Її заручають з Норіхіто, сином імператора. Її молодша сестра Моріко у віці дев'яти років вийшла заміж за лорда Фуджівару но Мотадзане (старшого брата лорда Мотофуса). Коли він помер через два роки, Моріко успадкувала його землі, що розлютило Мотофусу.
Тайра но Кійоморі (яп. 平清盛, Taira no Kiyomori)
Лідер клану Тайра. Він став монахом, але все ще має владу, і його мінливий характер створює проблеми для клану та його старшого сина і спадкоємця Шіґеморі. Інші його діти: Мунеморі, Томоморі, Токуко і Шіґехіра.
Тайра но Мунеморі (яп. 平宗盛, Taira no Munemori)
Зведений брат Шіґеморі.
Імператор Ґо-Шіракава (яп. 後白河法皇, Go-Shirakawa-tennō)
77-й імператор Японії, який має сина Норіхіто.
Імператор Такакура (яп. 高倉天皇, Takakura-tennō)
80-й імператор Японії. Син Ґо-Шіракави, який має особисте ім'я Норіхіто і одружується з Токуко.

## Виробництво
Режисером серіалу виступила Наоко Ямада, сценарій для телебачення написала Рейко Йошіда, а музику написав Кенсуке Ушіо. Тріо раніше співпрацювало над «Форма голосу» (2016) та «Ліз і синій птах» (2018) у Kyoto Animation, тоді як Йошіда та Ушіо працювали з виробничою студією Science SARU. Hitsujibungaku виконав початкову тему «Hikaru Toki» («Коли світить світло»), тоді як Ані з Scha Dara Parr і Agraph виконали заключну тему «unified perspective».

## Маркетинг
У співпраці з Музеєм мистецтв Окада 2 січня 2022 року відкрилася спеціальна мистецька виставка, присвячена історії війни Гемпей та виробництву серіалу. Виставка діяла в музеї до 27 лютого.

## Сприйняття
Сайт Anime News Network, що спеціалізується на аніме, опублікував відгуки трьох рецензентів на серіал під час його трансляції у США. Проаналізувавши перші шість епізодів, Ребекка Сільверман оцінила серіал на 4 з половиною зірки, зробивши висновок, що «це все ще може бути дещо заплутаною історією, але вона не без причини пережила стільки століть». У спільній рецензії на перші шість епізодів Жан-Карло Лемус і Монік Томас високо оцінили артистизм серіалу, складний сюжет і використання музики: Лемус зробив висновок, що «Heike Monogatari — це одне з найкрасивіших шоу цього сезону» і «цей серіал може зачепити багатьох шанувальників», а Томас назвав його «миттєвою класикою».
У рецензії для японського журналу Metropolis Кріс Сімі назвав серіал «епопеєю 13-го століття, що перетворилася на сучасний тріумф аніме» і написав, що серіал «є кульмінацією чогось надзвичайно рідкісного в сучасному ландшафті японської анімації як бізнесу. Це серіал, який варто дивитися, незалежно від того, які у вас смаки в аніме».
Рецензуючи серіал під час його випуску на японському телебаченні, Кенічіро Хорі з Yahoo! Японія високо оцінила серіал, написавши, що «Heike Monogatari, один із скарбів Японії, переданий в прекрасному образі, включаючи її дух. Аніме Heike Monogatari — це твір, який має потенціал стати новим японським скарбом».
Після завершення трансляції Heike Monogatari був названий одним із найкращих аніме-серіалів 2021 року за версією Anime News Network, Paste, Comic Book Resources, /Film, редакцією Crunchyroll і Polygon. Відомий режисер відеоігор Хідео Коджіма високо оцінив серіал, приділивши особливу увагу використанню операторської роботи та кадрування.